# Mizque Airport
Mizque Airport är en flygplats i Bolivia.   Den ligger i departementet Cochabamba, i den centrala delen av landet, 120 km norr om huvudstaden Sucre. Mizque Airport ligger 2 137 meter över havet.
Terrängen runt Mizque Airport är kuperad. Närmaste större samhälle är Mizque, 4,2 km öster om Mizque Airport.
Omgivningarna runt Mizque Airport är i huvudsak ett öppet busklandskap. Runt Mizque Airport är det glesbefolkat, med 10 invånare per kvadratkilometer.